# Peresznye
Peresznye (em croata: Prisika; alemão: Prössing) é um município da Hungria, situado no condado de Vas. Tem 10,73 km² de área e sua população em 2015 foi estimada em 826 habitantes.